# Falkenbergs FF
Der Falkenbergs FF ist ein schwedischer Fußballverein aus der Stadt Falkenberg. Der Verein wurde am 3. Januar 1928 gegründet und spielt seit 2021 in der Superettan, der zweithöchsten schwedischen Liga.
Der Verein hat neben der Sektion Herrenfußball (seit 1928), eine Sektion für Damenfußball (seit 1955) und eine für Jugendarbeit.
Die Herrenfußballmannschaft spielte die größte Zeit der Vereinsgeschichte in unteren Spielklassen. Seit den 1990er Jahren konnte sich der Verein aber für längere Perioden in der zweiten schwedischen Fußballliga halten. Nach dem Wiederaufstieg 2003 konnte sich die Mannschaft im Mittelfeld der Liga etablieren. 2013 gelang der 1. Platz, was den Aufstieg in die Allsvenskan bedeutet. 2015 konnte man den Klassenerhalt durch ein 2:2 und 1:1 gegen IK Sirius in der Relegation erfolgreich verteidigen. 2016 folgte mit nur zwei Saisonsiegen als Tabellenletzter der Abstieg. In der Superettan 2018 gelang als Tabellenzweiter der Wiederaufstieg. Nach zwei Jahren folgte 2020 der erneute Abstieg.

## Trainer
- Henrik Larsson (2014)
- Hans Eklund (2015– )

## Spieler
- Daniel Alexandersson (1997, 2000–2003, 2010–2011)